# Тимчуки
Тимчуки́ Микола і Петро (роки народження і смерті невідомі) — українські майстри художньої кераміки 2-ї половини XIX століття.
Працювали в селі Пістині (тепер Косівського району Івано-Франківської області). Виробляли тарілки, глечики, баклаги та інший побутовий посуд, розписуючи його квітково-рослинним орнаментом, часом з малюнками побутових сцен; невеликі керамічні скульптурки (свійські тварини).